# Американские присосконоги
Американские присосконоги (лат. Thyroptera) — род млекопитающих монотипного семейства Thyropteridae отряда рукокрылых.

## Виды
Названия приведены в соответствии с АИ
- Гондурасский присосконог (Thyroptera discifera)  (Lichtenstein et Peters, 1854)
Распространение: от южного Никарагуа до амазонской части Бразилии и Перу,
- Трёхцветный присосконог (Thyroptera tricolor)  (Spix, 1823)
Распространение: от южной Мексики (штат Веракрус) до восточной Бразилии, Перу, о. Тринидад.
- Thyroptera lavali  (Pine, 1993)
Распространение: северо-восток Перу. Редкий вид, занесённый в Международную Красную книгу.

## Общее описание
Летучие мыши мелких размеров: длина тела 3,4-5,2 см, хвоста 2,5-3,3 см; вес 3-5 г. Получили своё название за округлые присасывательные диски (на небольших ножках), которые располагаются возле I пальцев кистей и на подошвах задних конечностей. На передних конечностях они более крупные, чем на задних. Присоски позволяют этим зверькам крепиться к гладкой поверхности листьев, причём любая присоска способна выдержать вес всего тела. Морда удлинённая, носового листка нет. Уши средних размеров, воронковидные, с козелками; ушные раковины желтоватые. Ноздри округлые, над ними находятся небольшие бородавчатые выросты. Конец хвоста выступает из межбедренной перепонки на 1-3 мм. Летальные перепонки очень длинные, на задних конечностях доходят до когтей. Окраска волосяного покрова на спине красновато-коричневая или шоколадная, на брюхе беловатая или буроватая. Зубов 38.
Наличие присосок объединяет этих летучих мышей с семейством розетконогих, которые водятся исключительно в дождевых лесах Мадагаскара. Однако, вероятно, они развились конвергентно.

## Образ жизни
Присосконоги обитают преимущественно во влажных равнинных тропических лесах Центральной и северной части Южной Америки. Реже встречаются на плантациях и в садах. День обычно проводят в молодых свёрнутых листьях бананов и геликоний, к поверхности которых прикрепляются своими присосками, обычно головой вверх (что нехарактерно для рукокрылых). Одна присоска способна удержать весь вес тела. Обычно в дневном убежище находится по одной летучей мыши. Когда листья открываются, присосконоги меняют место днёвки. Колонии у присосконогов небольшие, смешанные, обычно состоят 1-2 самцов, нескольких самок и молодняка обоих полов. Вся колония переселяется на новое место днёвки одновременно. Питаются насекомыми, за ночь съедая до 1 г пищи. Самки приносят по 1 детёнышу 2 раза в год. При кормовом полёте самка часто носит детёныша с собой. Самостоятельно молодые присосконоги начинают летать в возрасте 1 месяца.